# Докучаевское
Докуча́евское (укр. Докучаєвське; до 12 мая 2016 года — Коммуни́ст) — посёлок в Роганском поселковом совете Харьковского района Харьковской области Украины.
Код КОАТУУ — 6325158502. Население по переписи 2001 года составляет 7251 (3309/3942 м/ж) человек.

## Географическое положение
Посёлок Докучаевское находится на правом берегу реки Роганка, выше по течению на расстоянии в 1 км расположен пгт Рогань, ниже по течению на расстоянии в 7 км расположено село Терновая, на противоположном берегу — село Свитанок (Чугуевский район).
Примыкает к границе города Харьков.
Рядом проходит железная дорога, ближайшая станция Рогань.

## История
- 1920-е — основание совхоза «Коммунист».[5]
- 1944 — дата присвоения статуса посёлка.
- 2012 — часть посёлка включена в городскую черту Харькова.
- 12 мая 2016 — название «декоммунизировано» и посёлок Коммунист переименован в Докучаевское в честь В. В. Докучаева.

## Экономика
- Факультеты агрономии и защиты растений, а также лесного хозяйства, деревообрабатывающих технологий и землеустройства Государственный биотехнологический университет.

## Объекты социальной сферы
- Роганский УПК с академическим лицеем (Роганская средняя школа № 3).

## Достопримечательности
- Дендропарк ХНАУ им. Докучаева.
- Братская могила советских воинов. Похоронен 301 павший воин.
- Памятный знак воинам-землякам, погибшим на фронтах Великой Отечественной войны 1941—1945 гг.
- Братская могила советских воинов. Похоронены 247 воинов.